# Otto Winterer
Otto Winterer (né le 8 janvier 1846 à Ettenheim, mort le 26 février 1915 à Fribourg-en-Brisgau) est un magistrat allemand, bourgmestre de Constance et de Fribourg-en-Brisgau.

## Biographie
Otto Winterer, fils de boulanger, obtient l'abitur au Berthold-Gymnasium de Fribourg, puis étudie le droit et les sciences politiques à l'université de Fribourg-en-Brisgau et à l'université de Heidelberg. Winterer est membre du Corps Suevia Freiburg (de).
Après l'examen d'État (de) en 1871, il entre dans la fonction publique du grand-duché de Bade, devient huissier à Mannheim en 1874 et en 1876 huissier principal au conseil d'administration du district de Buchen. Le 4 avril 1877, il est élu bourgmestre par le comité des citoyens de la ville de Constance, succédant à Max Stromeyer, démissionnaire. Il réussit particulièrement à réorganiser les finances municipales alors ébranlées. De 1883 à 1889, Winterer est élu membre de la circonscription municipale de Constance dans la seconde Chambre de la parlement du grand-duché de Bade et appartient au groupe parlementaire du Parti national-libéral. En avril 1888, il est élu bourgmestre de Fribourg par le comité des citoyens de Fribourg.
En 1905, Winterer fut élu à la première Chambre du parlement du grand-duché de Bade en tant que représentant de la ville de Baden, poste qu'il conserve jusqu'à sa mort.
Winterer quitte ses fonctions en 1913 après 25 ans de mandat. Pendant son mandat, le nombre d'habitants et de bâtiments à Fribourg a doublé. Il a lancé la construction du nouveau théâtre de la ville (de), du nouvel hôtel de ville, du nouveau bâtiment de l'université, ainsi que la fondation des collections municipales et le développement de nouveaux quartiers comme Stühlinger. Pour les nouveaux citoyens fortunés, tels que les réfugiés de l'épidémie de choléra de Hambourg en 1892 (de) ou les rentiers de la zone industrielle de la Ruhr, il fait développer des zones résidentielles haut de gamme à Herdern et au Mont de Lorette.
D'importantes infrastructures sont également fondamentalement rénovées ou nouvellement créées sous sa direction : nouvelles écoles pour la population en croissance rapide, approvisionnement en eau potable, évacuation des eaux usées vers la station d'épuration, centrale électrique, tramway… Il reconnaît le potentiel de Fribourg en ce qui concerne le tourisme émergent et fait créer des sentiers panoramiques dans la forêt de la ville, le parc autour du Waldsee et d'autres installations de loisirs.
Il est également très intéressé par l'histoire de la ville et milite avec véhémence pour la préservation des portes restantes de la ville (les Martinstor et Schwabentor), qu'il adapte considérablement au goût de l'époque. De plus, la préservation de la cathédrale Notre-Dame de Fribourg est une préoccupation pour lui : il est l'initiateur de la fondation en 1890 de l'Association de construction de la cathédrale de Fribourg-en-Brisgau (de), qu'il préside les premières années.
Le bureau de Winterer dans le nouvel hôtel de ville, qu'il a agrandi entre 1898 et 1901, est maintenant utilisé comme salle de mariage.

## Commémoration
Après avoir vécu avec sa famille dans un appartement de service de l'ancien hôtel de ville (de) pendant toute la durée du mandat, il emménage dans une maison de la Wintererstrasse à Herdern, qui porte son nom depuis 1907. Une rue de Constance porte également son nom.
La faculté de médecine de l'université de Fribourg lui décerne un doctorat honorifique pour la construction du système d'égouts. Il est citoyen d'honneur de Constance (le 12 septembre 1888) et de Fribourg (le 24 mai 1913). Il y avait aussi le stade Winterer à Fribourg dans les années 1930, où le SC Fribourg a pendant quelques années avant d'être démoli.
Après une rénovation en 1998, le foyer supérieur du théâtre de Fribourg peut être utilisé pour des événements. Depuis lors, il s'appelle le Foyer Winterer ; le bâtiment du théâtre d'origine est construit en 1905.
La ville de sa naissance, Ettenheim, a une rue qui porte son nom.

## Famille
En 1869, Otto Winterer épouse Maria Gartenhauser, 17 ans. Entre 1876 et 1890, deux filles et quatre fils naissent de cette union. Son fils Wilhelm Winterer (de) (1879-1969) sera officier de la Troupe de protection de l'Afrique orientale, patron du Museum Natur und Mensch et auteur et éditeur d'écrits révisionnistes coloniaux.
L'officier Otto Albrecht Winterer (1881-1941), père de Marie-Thérèse Hippius, comtesse de Dürckheim, est un frère d'Otto Winterer.

## Source, notes et références
- (de) Cet article est partiellement ou en totalité issu de l’article de Wikipédia en allemand intitulé « Otto Winterer » (voir la liste des auteurs).

1. ↑  (de) Peter Kalchthaler, « Vor 100 Jahren starb der bedeutende Oberbürgermeister Otto Winterer », sur Badische Zeitung, 2015 (consulté le 30 mars 2022)
2. ↑  (en) Roger Chickering, The Great War and Urban Life in Germany : Freiburg, 1914-1918, Cambridge University Press, 2007, 644 p. (ISBN 9780521852562, lire en ligne), p. 19
3. 1 2  (de) Peter Kalchthaler, Freiburg : Kleine Stadtgeschichte, Verlag Friedrich Pustet, 2021, 160 p. (ISBN 9783791761930, lire en ligne)
4. ↑  (de) Eduard Seidler, Die Medizinische Fakultät der Albert-Ludwigs-Universität Freiburg im Breisgau : Grundlagen und Entwicklungen, Springer Berlin Heidelberg, 2013, 620 p. (ISBN 9783662066652, lire en ligne), p. 144
5. 1 2  Julien Steinhauser, « L’Alsace, terre de passage… de toutes les épidémies », sur L'Alsace, 2020 (consulté le 30 mars 2022)
6. ↑  Rudolf Michna, « Environnement montagnard, urbanisme et sensibilité écologique : le cas de Fribourg-en-Brisgau (Allemagne) », Bulletin de l'Association de Géographes Français, vol. 84, no 2,‎ 2007, p. 204-216 (lire en ligne)